# Daewoo Football Club 1983
Questa voce raccoglie le informazioni riguardanti il Daewoo Football Club nelle competizioni ufficiali della stagione 1983.

## Stagione
Nella stagione successiva alla sua fondazione il Daewoo, iscritto a inizio campionato nella neocostituita Korean Super League, si accreditò fra le due principali pretendenti alla vittoria del campionato: dopo aver conquistato la prima posizione dopo quattro gare, la squadra guidò la classifica fino alla penultima giornata, quando perse lo scontro diretto con l'Hallelujah.

## Rosa
| N. |                          | Ruolo | Calciatore      |
| -- | ------------------------ | ----- | --------------- |
| 1  | Corea del Sud (bandiera) | P     | Kim Poong-Joo   |
| 2  | Corea del Sud (bandiera) | P     | Jeong Seong-Gyo |
| 3  | Corea del Sud (bandiera) | C     | Cho Kwang-Rae   |
| 4  | Corea del Sud (bandiera) | D     | Chang Woe-Ryong |
| 5  | Corea del Sud (bandiera) | A     | Lee Chun-Seok   |
| 6  | Corea del Sud (bandiera) | D     | Kim Tae-Su      |
| 7  | Corea del Sud (bandiera) | D     | Kim Min-Hye     |
| 8  | Corea del Sud (bandiera) | A     | Kang Shin-Woo   |
| 9  | Corea del Sud (bandiera) | A     | Min Jin-Hong    |
| 10 | Corea del Sud (bandiera) | C     | Lee Tae-Ho      |
| 11 | Corea del Sud (bandiera) | A     | Chung Hae-Won   |
| 12 | Corea del Sud (bandiera) | D     | Kim Hee-Tae     |
| 13 | Corea del Sud (bandiera) | C     | Hyun Ki-Ho      |

| N. |                          | Ruolo | Calciatore       |
| -- | ------------------------ | ----- | ---------------- |
| 16 | Corea del Sud (bandiera) | D     | Lee Jae-Hee      |
| 17 | Corea del Sud (bandiera) | A     | Byun Byung-Joo   |
| 18 | Corea del Sud (bandiera) | C     | Lee Cheon-Heung  |
| 19 | Corea del Sud (bandiera) | A     | Park Jong-Won    |
| 20 | Corea del Sud (bandiera) | D     | Ko Eui-Seok      |
| 21 | Corea del Sud (bandiera) | C     | Yoo Jong-Wan     |
| 22 | Corea del Sud (bandiera) | D     | Yoo Tae-Mok      |
|    | Corea del Sud (bandiera) | A     | Im Go-Seok       |
|    | Corea del Sud (bandiera) | A     | Min Byung-Wook   |
|    | Corea del Sud (bandiera) | D     | Park Bok-Jun     |
|    | Corea del Sud (bandiera) | A     | Lee Yong-Seol    |
|    | Corea del Sud (bandiera) | D     | Shin Jae-Heum    |
|    | Corea del Sud (bandiera) | C     | Kang Young-Cheol |

## Risultati

### Korean Super League

#### Prima fase
| Seul 8 maggio 1983 | Daewoo | 1 – 1 | POSCO | Dongdaemun Stadium |

| Pusan 14 maggio 1983 | Kookmin Bank | 0 – 2 | Daewoo | Busan Gudeok Stadium |

| Pusan 15 maggio 1983 | POSCO | 1 – 1 | Daewoo | Busan Gudeok Stadium |

| Taegu 22 maggio 1983 | Daewoo | 3 – 0 | Kookmin Bank | Daegu Civil Stadium |

| Taegu 23 maggio 1983 | Yukong Elephants | 0 – 0 | Daewoo | Daegu Civil Stadium |

| Jeonju 25 giugno 1983 | Yukong Elephants | 1 – 1 | Daewoo | Jeonju Stadium |

| Jeonju 26 giugno 1983 | Daewoo | 3 – 3 | Hallelujah | Jeonju Stadium |

| Daejeon 2 luglio 1983 | Hallelujah | 1 – 0 | Daewoo | Daejeon Hanbat Stadium |

#### Seconda fase
| Seul 25 agosto 1983 | Kookmin Bank | 1 – 2 | Daewoo | Dongdaemun Stadium |

| Taegu 31 agosto 1983 | POSCO | 0 – 2 | Daewoo | Daegu Civil Stadium |

| Pusan 7 settembre 1983 | Daewoo | 1 – 1 | Hallelujah | Busan Gudeok Stadium |

| Gwangju 10 settembre 1983 | Daewoo | 1 – 1 | Kookmin Bank | Gwangju Mudeung Stadium |

| Chuncheon 17 settembre 1983 | POSCO | 0 – 1 | Daewoo | Chuncheon Civil Stadium |

| Seul 20 settembre 1983 | Yukong Elephants | 2 – 1 | Daewoo | Dongdaemun Stadium |

| Seul 22 settembre 1983 | Hallelujah | 2 – 1 | Daewoo | Dongdaemun Stadium |

| Masan 25 settembre 1983 | Yukong Elephants | 0 – 0 | Daewoo | Masan Stadium |

## Statistiche

### Statistiche di squadra
| Competizione        | Punti | Totale | Totale | Totale | Totale | Totale | Totale | DR |
| Competizione        | Punti | G      | V      | N      | P      | Gf     | Gs     | DR |
| ------------------- | ----- | ------ | ------ | ------ | ------ | ------ | ------ | -- |
| Korean Super League | 19    | 16     | 6      | 7      | 3      | 21     | 14     | +7 |

### Andamento in campionato
| Giornata  | 1 | 2 | 3 | 4 | 5 | 6 | 7 | 8 | 9 | 10 | 11 | 12 | 13 | 14 | 15 | 16 |
| --------- | - | - | - | - | - | - | - | - | - | -- | -- | -- | -- | -- | -- | -- |
| Risultato | N | V | N | V | N | N | N | P | V | V  | N  | N  | V  | P  | P  | V  |
| Posizione | 1 | 1 | 1 | 1 | 1 | 1 | 1 | 1 | 1 | 1  | 1  | 1  | 1  | 1  | 2  | 2  |

Legenda:

Luogo: C = Casa; T = Trasferta. Risultato: V = Vittoria; N = Pareggio; P = Sconfitta.

### Statistiche dei giocatori
| Giocatore       | Korean Super League | Korean Super League | Korean Super League | Korean Super League |
| Giocatore       | Presenze            | Reti                | Ammonizioni         | Espulsioni          |
| --------------- | ------------------- | ------------------- | ------------------- | ------------------- |
| Byun Byung-Joo  | 4                   | 1                   | 0                   | 0                   |
| Chang Woe-Ryong | 15                  | 0                   | 0                   | 0                   |
| Cho Kwang-Rae   | 15                  | 2                   | 0                   | 0                   |
| Chung Hae-Won   | 13                  | 4                   | 0                   | 0                   |
| Hyun Ki-Ho      | 7                   | 1                   | 0                   | 0                   |
| Im Go-Seok      | 9                   | 0                   | 0                   | 0                   |
| Jeong Seong-Gyo | 15                  | 0                   | 0                   | 0                   |
| Kang Shin-Woo   | 16                  | 0                   | 0                   | 0                   |
| Shin Young-Jeol | 1                   | 0                   | 0                   | 0                   |
| Kim Hee-Tae     | 2                   | 0                   | 0                   | 0                   |
| Kim Min-Hye     | 9                   | 0                   | 0                   | 0                   |
| Kim Poong-Joo   | 1                   | 0                   | 0                   | 0                   |
| Kim Tae-Su      | 12                  | 0                   | 0                   | 0                   |
| Ko Eui-Seok     | 4                   | 0                   | 0                   | 0                   |
| Lee Cheon-Heung | 1                   | 0                   | 0                   | 0                   |
| Lee Chun-Seok   | 16                  | 8                   | 0                   | 0                   |
| Lee Jae-Hee     | 13                  | 0                   | 0                   | 0                   |
| Lee Yong-Seol   | 3                   | 0                   | 0                   | 0                   |
| Min Byung-Wook  | 5                   | 1                   | 0                   | 0                   |
| Min Tae-Hoo     | 8                   | 3                   | 0                   | 0                   |
| Min Jin-Hong    | 2                   | 0                   | 0                   | 0                   |
| Park Bok-Jun    | 3                   | 0                   | 0                   | 0                   |
| Park Jong-Won   | 10                  | 0                   | 0                   | 0                   |
| Shin Jae-Heum   | 1                   | 0                   | 0                   | 0                   |
| Yoo Jong-Wan    | 7                   | 0                   | 0                   | 0                   |
| Yoo Tae-Mok     | 16                  | 1                   | 0                   | 0                   |